# Premier front ukrainien
Le premier front ukrainien (en russe : Пéрвый Укрáинский фронт), parfois aussi traduit par premier front d'Ukraine, est une formation majeure de l'Armée de terre soviétique pendant la Seconde Guerre mondiale, équivalant à un groupe d'armées occidentales.

## Opérations
Le 20 octobre 1943, le front de Voronej est rebaptisé premier front ukrainien. Ce changement de nom reflète l'avancée vers l'ouest de l'Armée rouge dans sa campagne contre la Wehrmacht, laissant derrière elle la République socialiste fédérative soviétique russe et investissant la République socialiste soviétique d'Ukraine. Le front mène des opérations en Ukraine, Pologne, Allemagne et Tchécoslovaquie en 1944 et 1945.
En 1944, le front participe, avec d'autres fronts, aux batailles de Korsoun-Tcherkassy et à la bataille de la Poche de Kamianets-Podilskyï en Ukraine. Il mène l'offensive Lvov-Sandomir, au cours de laquelle il contrôle la 1re armée de chars de la Garde, la 3e armée de chars, la 4e armée de chars, la 3e armée de la Garde, la 5e armée de la Garde, ainsi que les 13e, 38e et 60e armées. Il a ensuite pris part à la bataille de Ternopil.
En 1945, le front participe à l'offensive Vistule-Oder, et mène les opérations en Silésie, à Prague, et le siège de Breslau. Il participe à la Bataille de Berlin. Il procède à l'encerclement de Halbe, dans lequel la majeure partie de la 9e armée allemande est détruite au sud de Berlin. À cette époque, la deuxième armée polonaise opère dans le cadre du front. Enfin, le 1er front ukrainien assure la défense contre les contre-attaques du groupe d'armées Wenck qui visaient à soulager Berlin et la 9e armée. L' offensive Prague est la bataille finale de la Seconde Guerre mondiale en Europe.
Après la guerre, le quartier général du front devient le Groupe central de forces de l'Armée soviétique en Autriche et en Hongrie jusqu'en 1955, et est réactivé en 1968 en Tchécoslovaquie après les événements du printemps de Prague.

## Commandants
- Général Nikolaï F. Vatoutine (octobre 1943 - mars 1944)
- Maréchal Gueorgui K. Joukov (mars-mai 1944)
- Maréchal Ivan S. Koniev (mai 1944 - mai 1945)

## Armées
Les armées qui faisaient partie du 1er front ukrainien comprenaient :
- 13e armée (1943–45) (district militaire des Carpates)
- 27e armée (1943–44) (2e front ukrainien)
- 38e armée (1943–44) (4e front ukrainien)
- 40e armée (1943–44) (2e front ukrainien)
- 47e armée (1943-43) (2e front biélorusse)
- 60e armée (1943-1944) (4e front ukrainien)
- 3e armée de chars (1943–45) (Groupement des forces soviétiques en Allemagne)
- 2e armée de l'air (1943–? ) ?

### Composition ultérieure
- 5e armée de la Garde
- 2e armée polonaise
- 52e armée
- 4e armée de chars de la Garde
- 28e armée
- 31e armée
- 3e armée de la Garde